# Tanzam Highway
Der Tanzam Highway führt von Daressalam in Tansania nach Lusaka in Sambia. Die Fernstraße wurde in den Jahren von 1968 bis 1973 in mehreren Etappen erbaut. Ziel war es dabei, einen logistischen Zugang für Sambia zu einem Seehafen zu schaffen und die Transportmöglichkeiten für Sambia, Malawi und das damalige Zaire (heute Demokratische Republik Kongo) zu erweitern.

## Beschreibung
Diese Straße ist etwa 2400 km lang und asphaltiert. In Sambia heißt sie Great North Road, in Tansania trägt sie die Kennzeichnung T1. Sie beginnt in der größten Stadt Tansanias, Daressalam, und führt durch die Regionen Pwani, Morogoro, Iringa und Mbeya. Der Highway quert außerdem den Mikumi-Nationalpark.
In der Nähe von Iringa führt der Highway am Ort des Gefechts bei Rugaro vorbei, wo ein Denkmal an die Niederlage der deutschen Kolonialtruppen vor den Hehe am 17. August 1891 erinnert.
In Sambia quert die Great North Road die Gebiete Kapiri Mposhi und Nakonde und trägt die Kennzeichnung T2. Die Entfernung zwischen Nakonde und Kapiri Mposhi beträgt etwa 832 km.
Während der Zeit der Apartheid in Südafrika und der Bürgerkriege in Angola und Mosambik war sie zusammen mit der Eisenbahn TAZARA für Sambia der einzige sichere Zugang zu einem Meereshafen (Hafen Daressalam), mithin eine Grundbedingung für das Überleben der sambischen Wirtschaft. Der Tanzam Highway führt weitgehend durch sehr bergiges Gebiet mit einer Meereshöhe von bis über 2000 m.